# When you are lonely: the greatest love ballads of Blue System
When you are lonely: the greatest love ballads of Blue System es un álbum recopilatorio que incluye 20 baladas grabadas por la banda alemana pop Blue System desde 1987 hasta 1996. Fue lanzado al mercado en 1997. Es editado bajo el sello SR International y producido, compuesto y arreglado por Dieter Bohlen y coproducido por Luis Rodriguez. 

## Lista de canciones
| #   | Título                                       | Tiempo |
| --- | -------------------------------------------- | ------ |
| 1.  | "When You Are Lonely"                        | 4:28   |
| 2.  | "Sorry Little Sarah"                         | 3:35   |
| 3.  | "Silent Water"                               | 4:48   |
| 4.  | "When Sarah Smiles"                          | 3:45   |
| 5.  | "Big Boys Don't Cry"                         | 3:11   |
| 6.  | "Sad Girl In The Sunset"                     | 4:42   |
| 7.  | "Hello America"                              | 3:55   |
| 8.  | "Backstreet Heaven"                          | 3:48   |
| 9.  | "Lisa Said..."                               | 3:46   |
| 10. | "Two Hearts Beat As One"                     | 3:50   |
| 11. | "I'm Not That Kind Of Guy"                   | 3:28   |
| 12. | "It's All Over" Featuring Dionne Warwick     | 3:38   |
| 13. | "I Love The Way You Are"                     | 4:36   |
| 14. | "Michael Has Gone For A Soldier"             | 4:20   |
| 15. | "Crossing The River"                         | 4:03   |
| 16. | "It's More"                                  | 4:15   |
| 17. | "Lady Unforgettable"                         | 4:16   |
| 18. | "Venice In The Rain"                         | 4:30   |
| 19. | "Ballerina Girl"                             | 3:54   |
| 20. | "For The Children" Featuring Children United | 3:58   |

Todas las canciones fueras compuestas y arregladas por Dieter Bohlen.

## Créditos
- Composición - Dieter Bohlen
- Productor, arreglos - Dieter Bohlen
- Coproductor - Luis Rodriguez
- Diseño de portada - GrafikAtelier Baumeister